# Sardón de Duero
Sardón de Duero è un comune spagnolo di 637 abitanti situato nella comunità autonoma di Castiglia e León.